# La Unión Riva Palacio
La Unión Riva Palacio är en ort i Mexiko, tillhörande kommunen Almoloya de Alquisiras i den nordvästra delen av delstaten Mexiko, i den centrala delen av landet. Orten hade 432 invånare vid folkräkningen 2010.